# Сербия и Черногория на «Евровидении-2005»
Второй раз Сербия и Черногория приняла участие в конкурсе песни Евровидение в 2005 году. Страну представила группа «No Name» с песней на черногорском языке «Заувијек моја» («Навеки моя»). Страна автоматически прошла в финал, так как в 2004 году попала в десятку лучших (2-е место в финале принёс Желько Йоксимович с песней «Lane moje», набрав 263 балла). Выступив по 12-м номером, группа «No Name» заняла 7-е место, набрав 137 баллов, в том числе три 12-балльные оценки.